# Henri Tajfel
Henri Tajfel (nato Hersz Mordche) (Włocławek, 22 giugno 1919 – Bristol, 3 maggio 1982) è stato uno psicologo britannico di origine polacca.

## Biografia
Dalla Polonia, dove è nato, Tajfel si trasferisce in Francia, a Parigi, dove completa la scuola superiore e dove si trova all'inizio della seconda guerra mondiale. Decide così di arruolarsi volontario nell'esercito francese. Nel 1940 viene fatto prigioniero dall'esercito tedesco e trasferito in un campo di concentramento per prigionieri francesi. Lì rimane, lavorando come operaio-prigioniero in una segheria fino alla fine della guerra, quando alla liberazione scopre che tutti i membri della sua famiglia e la maggioranza tra amici e conoscenti sono morti, trucidati dai nazisti.
Dal 1945 al 1949 lavora prima come educatore ed in seguito come direttore in centri per bambini e giovani reduci dai campi di concentramento, rimasti senza famiglia. È solo negli anni cinquanta che comincia a dedicarsi alla psicologia e nasce il suo interesse per la psicologia sociale in particolare. Nel 1961 ottiene il dottorato alla University of London, con una tesi sui processi percettivi dal titolo The role of value in the formation of a scale of judgements. Nel 1964 diventa Lecturer of Psychology al Linacre College di Oxford. Negli anni successivi ricopre il ruolo di Fellow e di Visiting Professor presso vari centri universitari nordamericani di prestigio. Dal 1967 al 1982 è professore di psicologia sociale all'Università di Bristol, dove fonda una scuola a cui si formano studiosi di psicologia sociale di grande rilievo (R. Eiser, J. Turner, S. Reicher).
Fra i principali fondatori dell'EASEP (European Association of Experimental Social Psychology), dal 1969 al 1972 ne è presidente e promuove con i colleghi dell'associazione l'European Journal of Social Psychology, la rivista scientifica di psicologia sociale di maggior prestigio in Europa. Nel 1971 conduce il celebre "esperimento Klee-Kandinskij". Nel 1978 viene invitato per circa sei mesi all'Istituto di Psicologia del CNR a Roma e in quel periodo conduce seminari anche a Bologna e a Padova. Nel 1982 si dimette dall'Università di Bristol per guidare un ampio progetto di ricerca sulla seconda generazione di immigrati in Europa. Pochi mesi dopo gli viene diagnosticato un tumore inoperabile, che affronta con grande coraggio, lavorando alla pubblicazione del volume The Social Dimension (pubblicato postumo nel 1984) in cui raccoglie le ricerche più significative svolte nel campo della psicologia sociale dagli anni sessanta agli anni ottanta.
Le sue vicende personali e quelle del popolo ebraico a cui apparteneva segnarono drasticamente il suo modo di pensare e di sentire e le sue azioni pratiche ed intellettuali sembrano finalizzate a far fronte agli orrori subiti personalmente e dai membri della sua comunità di appartenenza.

## Opere
- Gruppi Umani e Categorie Sociali, Il Mulino, Bologna 1999.